# Franz Wendel Niehl
Franz Wendel Niehl (* 1942) ist ein deutscher Religionspädagoge.

## Leben
Er studierte Germanistik und Theologie. Seit 1967 war er Gymnasiallehrer. Er war Abteilungsleiter im Schulreferat des Generalvikariats und Direktor des Katechetischen Instituts des Bistums Trier. 

## Schriften (Auswahl)
- mit Rüdiger Kaldewey: Grundwissen Religion. Begleitbuch für Religionsunterricht und Studium. München 2009, ISBN 978-3-466-36810-5.
- mit Rüdiger Kaldewey: Christentum kompakt. Inhalte – Traditionen – Praxis. München 2010, ISBN 978-3-466-36867-9.
- mit Arthur Thömmes: 212 Methoden für den Religionsunterricht. München 2014, ISBN 3-466-37101-5.
- Der verlorene Sohn sucht ein Zuhause. Praxis und Theorie der dialogischen Exegese. Berlin 2022, ISBN 978-3-643-15156-8.

| Personendaten    | Personendaten               |
| ---------------- | --------------------------- |
| NAME             | Niehl, Franz Wendel         |
| ALTERNATIVNAMEN  | Niehl, Franz W.             |
| KURZBESCHREIBUNG | deutscher Religionspädagoge |
| GEBURTSDATUM     | 1942                        |